# 전자신문
전자신문(電子新聞, Electronic Times)은 더존비즈온의  자회사로 대한민국의 IT 정보기술 주중 일간신문이다.

## 연혁
- 1982년 9월 22일 전자시보 창간.(주 2회 발행)
- 1989년 9월 22일 전자신문으로 제호 변경.
- 1991년 4월 1일 일간 신문(주 6회 발행)
- 1996년 4월 20일 전자신문 인터넷 서비스 개시
- 2008년 9월 22일 새로운 CI 도입
- 2019년 나무위키의 소유주인 umanle S.R.L.와 공동으로 출자하여 나무위키비즈코리아를 설립

## 자매지
- 《정보통신신문》
- 《전자저널》
- 《정보통신연감》
- 《인터넷연감》
- 《한국전자연감》
- 《전자·정보업체연감》

## 같이 보기
- 호반건설
- 뉴스 미디어
- 나무위키비즈코리아
- Umanle S.R.L.